# تواصل اجتماعي (فلم)
تواصل اجتماعي (بالإسبانية: La comunidad) هو فيلم كوميديا سوداء إسباني من إخراج أليكس دي لا إغليسيا وبطولة كارمن مورا، إدواردو أنتونا، ماريا أسكيرينو وخيسوس بونيلا، صدر الفيلم في 29 سبتمبر 2000.

## روابط خارجية
- تواصل اجتماعي على موقع IMDb (الإنجليزية)
- تواصل اجتماعي على موقع نتفليكس (الإنجليزية)
- تواصل اجتماعي على موقع ألو سيني (الفرنسية)
- تواصل اجتماعي على موقع Turner Classic Movies (الإنجليزية)
- تواصل اجتماعي على موقع أول موفي (الإنجليزية)
- تواصل اجتماعي على موقع فيلمافينيتي (الإسبانية)
- تواصل اجتماعي على موقع قاعدة بيانات الفيلم (الإنجليزية)
- تواصل اجتماعي على موقع ليتربوكسد (الإنجليزية)
- تواصل اجتماعي على موقع كينوبويسك (الروسية)